# Mozaffareddine Chah
Mozaffareddine Chah (en persan : مظفرالدین شاه / Moẓaffar-al-Din Šâh), né le 23 mars 1853 à Téhéran et mort le 3 janvier 1907 dans la même ville, est le chah d'Iran entre le 1er juin 1896 et le 3 janvier 1907.

## Biographie
Comme son père Nassereddine Chah, Mozaffareddine Chah visita l'Europe trois fois.
La dernière année de sa vie, l'Iran (Perse) vécut une révolution constitutionnelle, par laquelle le pouvoir du monarque fut affaibli alors qu'il accordait une constitution et un parlement à son peuple. Il mourut 40 jours après avoir autorisé la constitution.
Durant son règne, Mozaffareddine shah essaya de mener des réformes du trésor central ; cependant, la dette laissée par la cour Qajar, à la fois au Royaume-Uni et à la Russie, a significativement miné ses efforts. La concession de pétrole D'Arcy a également été accordée pendant son règne, donnant le contrôle effectif des réserves de pétrole iranien au Royaume-Uni pour 60 ans.
En 1900, après avoir découvert cette invention lors d'une cure à Contrexéville (France), Mozaffareddine shah achète une caméra Gaumont. Deux mois plus tard, lors d'une parade à Ostende (Belgique), il est filmé par son photographe ; il s'agit probablement du premier film iranien. Il est depuis considéré comme perdu.

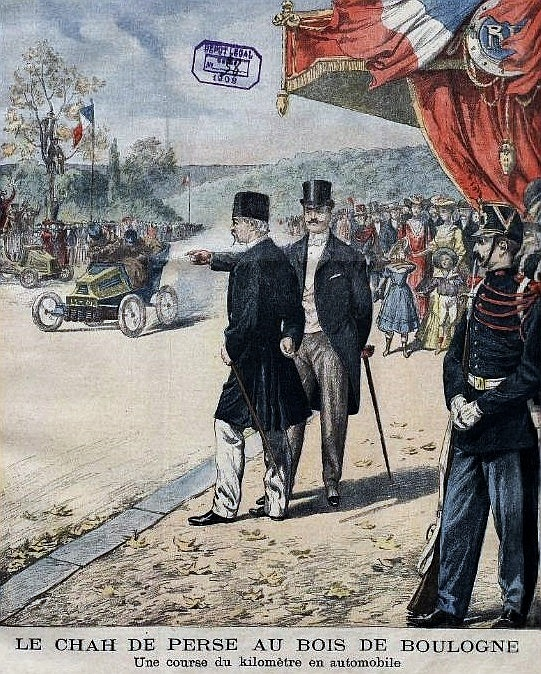
Le chah de Perse au bois de Boulogne pour la course du kilomètre (septembre 1902, vainqueur : Léon Serpollet).
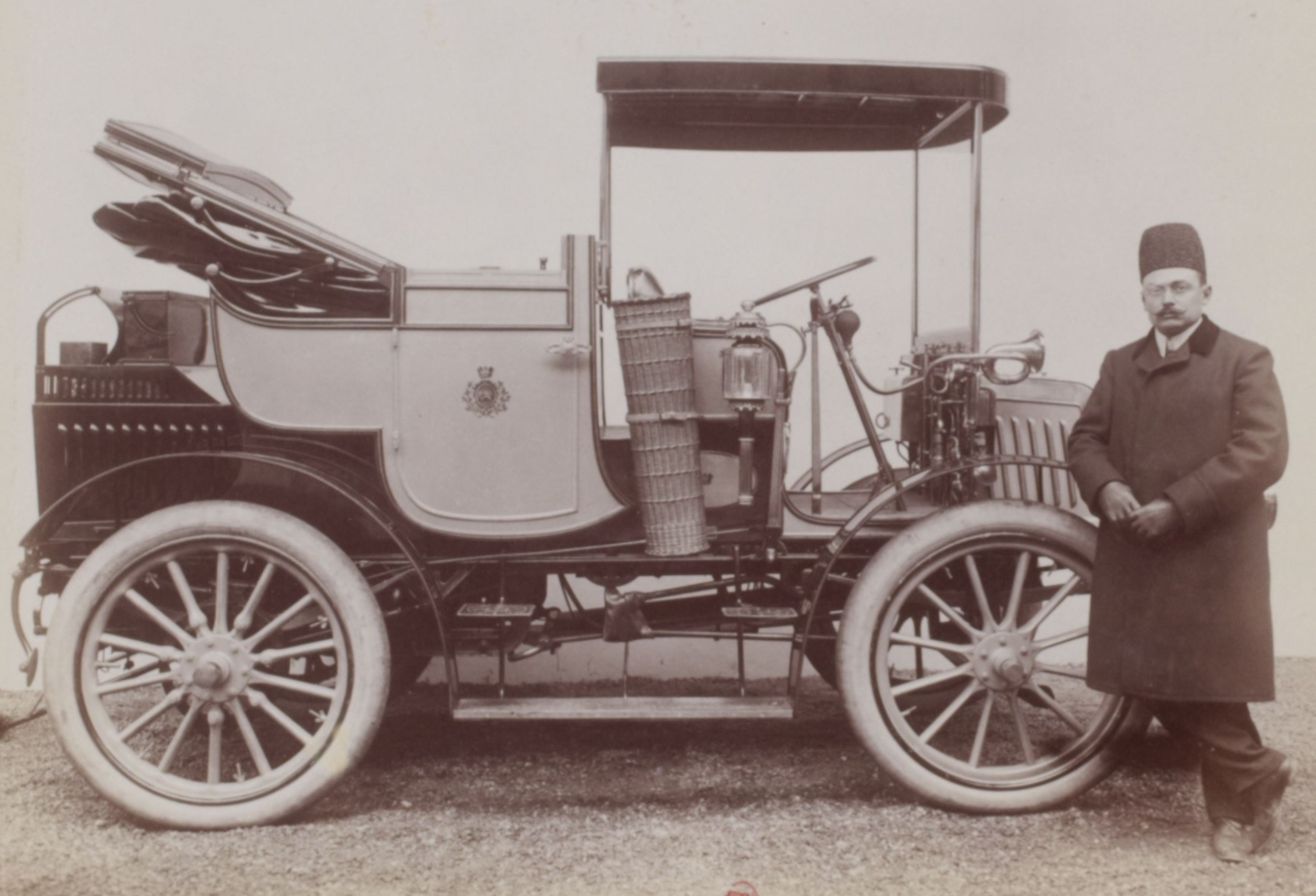
La Serpollet, landau du chah de Perse Mozaffareddine, acquise après la démonstration de Serpollet à Boulogne (1902, mécanicien personnel Marnay).

## Descendance
Mozaffareddine est l'arrière-grand-père d'Ardeshir Zahedi (en persan : اردشیر زاهدی), diplomate iranien né le 16 octobre 1928 à Téhéran, qui joua un rôle important dans les années 1960 et 1970 en tant que ministre des Affaires étrangères et ambassadeur aux États-Unis et au Royaume-Uni.
Sa descendance se fond dans celle du prince Farman Farma.

## Famille
- Fils de Nassereddine Chah (17 juillet 1831 - assassiné, le 1er mai 1896) et de Shukuh us-Saltaneh.
- Marié à Am al Khaghan dont :
- Mohammad Ali Chah (21 juin 1872 - 5 avril 1925), qui succède à son père comme chah d'Iran (1907)
- Marié (?) - dont :
  - Prince Malik Mansur Mirza Shua us-Saltaneh (30 mars 1880 - 1923)
  - Prince Abul Fath Mirza Salaruddaulah (1er novembre 1881 - 1961)
  - Abul Fazl Adud us-Saltaneh (21 octobre 1882)
  - Hussein Gholi Mirza Nosrat O Saltaneh (1884-1945)
  - Nasiruddin Mirza (4 mai 1896)
  - Prince Ali Reza Azod-os-Sultan († 21 octobre 1922)
- Marié (?) - dont :
  - Fakhr od-Dowleh (1870 - 1953/1961)
  - Ihteram us-Saltaneh (1871 - 1902)
  - Ashraf us-Saltaneh (1873 - 1904/1905)
  - Ezzat-ol-Saltaneh (1874 - )
  - Kamar us-Saltaneh (1875 - 1924)
  - Nur us-Saltaneh (1878 - )
  - Shukuh us-Saltaneh (1880 - 1925)
  - Shukuh ud-Daulah (1880 - )
  - Ashraf ul-Mulk (1883 - )
  - Akdas us-Saltaneh (1884 - )
  - Nuzhet ul-Mulk (1892 - )
- Marié à Hazrat-e-Olia